# Clause commerciale dans le contrat de mariage
La clause dite commerciale insérée dans le contrat de mariage confère à un conjoint, en cas de dissolution du mariage, le droit de « prélever » par préférence et moyennant juste indemnisation, un bien.
Cette clause est appelée clause commerciale dans la mesure où elle est très usitée pour le fonds de commerce qui, s'il tombait dans la communauté du mariage devrait par principe être séparé en deux à la dissolution de ce dernier.
Ainsi, pour permettre au bénéficiaire de cette clause de continuer à exercer son activité professionnelle, la clause lui assure une sécurité par l'intermédiaire de l'attribution préférentielle du fonds.